# Parinari
Genre

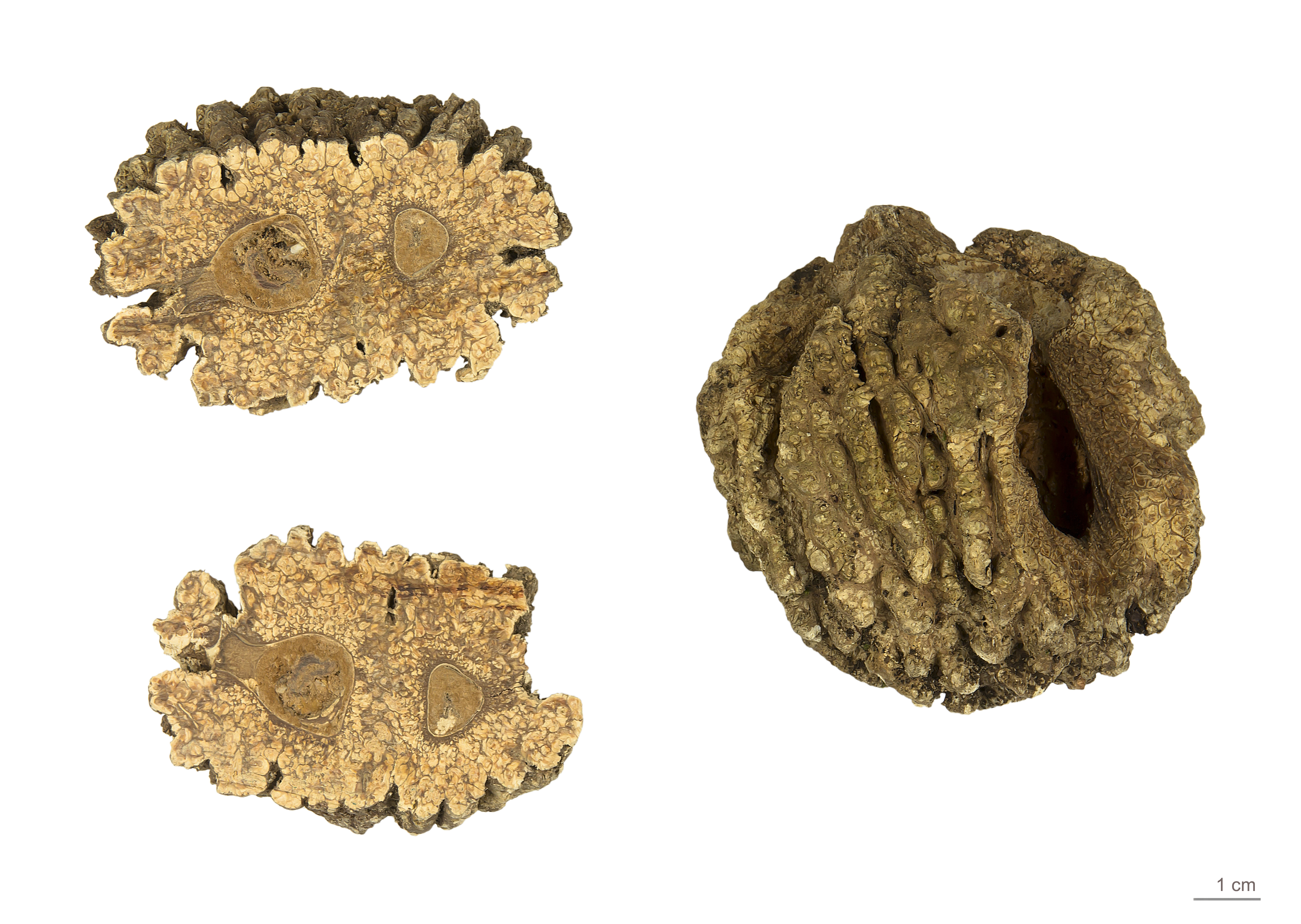
Parinari montana au Muséum de Toulouse.

Parinari est un genre de plantes à fleurs de la famille des Chrysobalanaceae.

## Liste d'espèces
Selon Catalogue of Life (21 septembre 2017) :
- Parinari alvimii Prance
- Parinari anamensis Hance
- Parinari argenteosericea Kosterm.
- Parinari brasiliensis (Schott) Hook.f.
- Parinari campestris Aubl.
- Parinari canarioides Kosterm.
- Parinari capensis Harv.
- Parinari cardiophylla Ducke
- Parinari chocoensis Prance
- Parinari congensis Didr.
- Parinari congolana T.Durand & H.Durand
- Parinari costata (Korth.) Blume
- Parinari curatellifolia Benth. ex Planch.
- Parinari elmeri Merr.
- Parinari excelsa Sabine
- Parinari gigantea Kosterm.
- Parinari gracilis Kuhlm.
- Parinari hypochrysea Letouzey & F.White ex Mildbr.
- Parinari insularum A.Gray
- Parinari klugii Prance
- Parinari leontopitheci Prance
- Parinari littoralis Prance
- Parinari maguirei Prance
- Parinari metallica Kosterm.
- Parinari montana Aubl.
- Parinari nonda Benth. ex F.Muell.
- Parinari oblongifolia Hook.f.
- Parinari obtusifolia Hook.f.
- Parinari occidentalis Prance
- Parinari pachyphylla Rusby
- Parinari papuana C.T.White
- Parinari parilis J.F.Macbr.
- Parinari parva Kosterm.
- Parinari parvifolia Sandwith
- Parinari prancei Kosterm.
- Parinari rigida Kosterm.
- Parinari rodolphii Huber
- Parinari romeroi Prance
- Parinari sprucei Hook.f.
- Parinari sumatrana (Jack) Benth.

Selon NCBI (21 septembre 2017) :
- Parinari anamensis
- Parinari argenteosericea
- Parinari brasiliensis
- Parinari campestris
- Parinari canarioides
- Parinari capensis
  - sous-espèce Parinari capensis subsp. incohata
- Parinari congensis
- Parinari curatellifolia
- Parinari excelsa
- Parinari montana
- Parinari oblongifolia
- Parinari parvifolia
- Parinari sumatrana

Selon The Plant List (21 septembre 2017) :
- Parinari alvimii Prance
- Parinari anamensis Hance
- Parinari argenteosericea Kosterm.
- Parinari brasiliensis (Schott) Hook.f.
- Parinari campestris Aubl.
- Parinari canarioides Kosterm.
- Parinari capensis Harv.
- Parinari cardiophylla Ducke
- Parinari chocoensis Prance
- Parinari congensis Didr.
- Parinari congolana T.Durand & H.Durand
- Parinari costata (Korth.) Blume
- Parinari curatellifolia Planch. ex Benth.
- Parinari elmeri Merr.
- Parinari excelsa Sabine
- Parinari gigantea Kosterm.
- Parinari hypochrysea Mildbr. ex Letouzey & F.White
- Parinari insularum A.Gray
- Parinari klugii Prance
- Parinari leontopitheci Prance
- Parinari littoralis Prance
- Parinari maguirei Prance
- Parinari metallica Kosterm.
- Parinari montana Aubl.
- Parinari nonda F.Muell. ex Benth.
- Parinari oblongifolia Hook.f.
- Parinari obtusifolia Hook.f.
- Parinari occidentalis Prance
- Parinari pachyphylla Rusby
- Parinari papuana C.T.White
- Parinari parilis J.F.Macbr.
- Parinari parva Kosterm.
- Parinari parvifolia Sandwith
- Parinari prancei Kosterm.
- Parinari rigida Kosterm.
- Parinari rodolphii Huber
- Parinari romeroi Prance
- Parinari sprucei Hook.f.
- Parinari sumatrana (Jack) Benth.

Selon Tropicos (21 septembre 2017) (Attention liste brute contenant possiblement des synonymes) :
- Parinari albida Craib
- Parinari alvimii Prance
- Parinari amboinensis Teijsm. & Binn.
- Parinari anamensis Hance
- Parinari argenteosericea Kosterm.
- Parinari ashtonii Kosterm.
- Parinari asperula Miq.
- Parinari aubrevillei Pellegr.
- Parinari bangweolensis R.E. Fr.
- Parinari barbata Ducke
- Parinari barbatum Ducke
- Parinari benna Scott-Elliot
- Parinari bequaertii De Wild.
- Parinari bicolor Merr.
- Parinari boivinii Fritsch
- Parinari borneensis Merr.
- Parinari brachystachya Benth.
- Parinari brasiliensis (Schott) Hook. f.
- Parinari campestris Aubl.
- Parinari canarioides Kosterm.
- Parinari canescens Gleason
- Parinari capensis Harv.
- Parinari cardiophylla Ducke
- Parinari chapelieri Baill.
- Parinari chocoensis Prance
- Parinari chrysophylla Oliv.
- Parinari coccinea Elmer
- Parinari congensis Didr.
- Parinari congoensis Engl.
- Parinari congolana T. Durand & H. Durand
- Parinari cordata Hook. f.
- Parinari coriacea Benth.
- Parinari corymbosa (Blume) Miq.
- Parinari costata (Korth.) Blume
- Parinari curatellifolia Planch. ex Benth.
- Parinari curranii Merr.
- Parinari elata King
- Parinari elliotii Engl.
- Parinari elliottii Engl.
- Parinari elliptica Kosterm.
- Parinari elmeri Merr.
- Parinari emirnensis Baker
- Parinari euadenia Kosterm.
- Parinari excelsa Sabine
- Parinari fleuryana (A. Chev.) Aubrév.
- Parinari floribunda Baker
- Parinari gabunensis Engl.
- Parinari gardineri Hemsl.
- Parinari gardneri Hook. f.
- Parinari gigantea Kosterm.
- Parinari gilletii De Wild.
- Parinari glaberrima (Hassk.) Hassk.
- Parinari glabra Oliv.
- Parinari glazioviana Warm.
- Parinari goetzeniana Engl.
- Parinari gracilis Kuhlm.
- Parinari griffithiana Benth.
- Parinari guyanensis Fritsch
- Parinari hahlii Warb.
- Parinari helferi Hook. f.
- Parinari heteropetala Scort. ex King
- Parinari holstii Engl.
- Parinari hypochrysea Mildbr. ex Letouzey & F. White
- Parinari indica (Bedd.) Bedd.
- Parinari ingangensis Pellegr.
- Parinari insalarum A. Gray
- Parinari insularis A. Gray
- Parinari iodocalyx Mildbr.
- Parinari jackiana Benth.
- Parinari kerstingii Engl.
- Parinari klaineanum Pierre ex A. Chev.
- Parinari klugii Prance
- Parinari krukovii Gleason
- Parinari kunsteri King
- Parinari latifolia (Oliv.) Exell
- Parinari latifrons Kosterm.
- Parinari laurina A. Gray
- Parinari laxiflora Ducke
- Parinari leontopitheci Prance
- Parinari littoralis Prance
- Parinari lucidissima Standl.
- Parinari macrophylla Sabine
- Parinari maguirei Prance
- Parinari maingayi King
- Parinari margarata A. Gray
- Parinari metallica Kosterm.
- Parinari mildbraedii Engl.
- Parinari mindanaensis Perkins
- Parinari minus Baill. ex Aubrév.
- Parinari minutiflora Baker f.
- Parinari mobola Oliv.
- Parinari montana Aubl.
- Parinari multiflora (Korth.) Miq.
- Parinari myriandra Merr.
- Parinari myrsinoides Schltr.
- Parinari nalaensis De Wild.
- Parinari nannodes Kosterm.
- Parinari neocaledonica Baker f.
- Parinari nitida Hook. f.
- Parinari nonda F. Muell. ex Benth.
- Parinari oblongifolia Hook. f.
- Parinari obtusifolia Hook. f.
- Parinari occidentalis Prance
- Parinari pachyphylla Rusby
- Parinari pajura Benoist
- Parinari palauensis Kaneh.
- Parinari papuana C.T. White
- Parinari parilis J.F. Macbr.
- Parinari parva Kosterm.
- Parinari parvifolia Sandwith
- Parinari petiolata Malm
- Parinari pilosa Standl.
- Parinari poggei Engl.
- Parinari pohlii Hook. f.
- Parinari polyandra Benth.
- Parinari polyneura Miq.
- Parinari polystachya Poepp. ex Fritsch
- Parinari prancei Kosterm.
- Parinari pumila Mildbr.
- Parinari racemosa S. Vidal
- Parinari rigida Kosterm.
- Parinari riparia R.E. Fr.
- Parinari robusta Oliv.
- Parinari rodolphii Huber
- Parinari romeroi Prance
- Parinari rubiginosa (Ridl.) Ridl.
- Parinari salicifolia (C. Presl) Miq.
- Parinari salomonensis C.T. White
- Parinari sargosii Pellegr.
- Parinari scabra Hassk.
- Parinari senegalensis Perr. ex DC.
- Parinari silvestris M. Kuhlm.
- Parinari spicata King
- Parinari sprucei Hook. f.
- Parinari subcordata Oliv.
- Parinari subrotunda Rizzini
- Parinari sumatrana (Jack) Benth.
- Parinari sylvestris M. Kuhlm.
- Parinari tenuifolia A. Chev.
- Parinari tessmannii Engl.
- Parinari tibatensis Engl.
- Parinari tisserantii Aubrév. & Pellegr.
- Parinari tontoutensis Guillaumin
- Parinari travancorica Bedd.
- Parinari verdickii De Wild.
- Parinari versicolor Engl.
- Parinari villamilii Merr.
- Parinari wallichiana R. Br. ex Hook. f.
- Parinari warburgii Perkins ex Merr.
- Parinari whytei Engl.